# 구미 해평리 석조여래좌상
구미 해평리 석조여래좌상(龜尾 海平里 石造如來坐像)은 대한민국 경상북도 구미시 해평면 해평리에 있는 남북국 시대 신라의 불상이다.
1968년 12월 19일 대한민국의 보물 제492호 선산 해평동 석조여래좌상(善山 海平洞 石造如來坐像)으로 지정되었다가, 2010년 8월 25일 현재의 명칭으로 변경되었다.

## 개요
이 불상은 대좌(臺座)와 광배(光背)를 구비한 좌불상이다. 군데군데 약간의 마멸과 손상이 있을 뿐 거의 완전하다. 머리는 나발(螺髮)이며 얼굴은 둥글고 단정하다. 눈, 입, 귀가 모두 작으며 코는 시멘트로 새로 만들었다. 신체는 단정하지만 체구는 작다. 손은 항마촉지인(降魔觸地印)을 한 좌상이다. 법의는 통견(通肩)인데 의문(衣文)은 유려하며 배에는 형식적인 띠 매듭이 표현되었다. 광배는 단형거신광(丹形擧身光)인데 꼭지에 약간의 손상이 있고 전면에 풍화현상이 나타날 뿐 거의 완전하다. 두신광(頭身光)은 이중원권(二重原權)으로 표현되었는데 그 안에는 보상화문(寶相華文)이 새겨졌고 두광 중심에는 연화문(蓮花文)이 있다. 모두 신광 주위에는 맨 아래쪽에 향로가 양쪽으로 있으며, 그 뒤에 각각 2구의 화불(化佛), 그리고 제일 꼭지에 삼존불이 조각되었다.주변에는 화도문이 있는데 모든 수법은 섬세하고 화려한 9세기 불상광배양식이다.
대좌는 8각대좌이며, 상대석(上臺石)은 반구형(半球形)인데 중판연화(重辦蓮花) 16엽(葉)이 조각되었다. 중대(中臺)는 8각이며 모서리에는 우주(隅柱)가 표현되었고 전면에 여래형 좌상, 양좌 측면과 후면에 꽃가지를, 그리고 다른 면에는 비천상(飛天像)을 조각하였다. 하대(下臺)는 하부의 8각 각 면에 안상(眼象)이 있는데 그 양 끝에 운문(雲文) 비슷한 것이 조각된 것은 특이하며, 상부에는 복판연화문(複辦蓮花文)이 있다. 지대석(地臺石)은 4각인데 각 모서리마다 구멍이 뚫려 있다.

## 참고 문헌
- 구미 해평리 석조여래좌상 - 국가유산청 국가유산포털
- 이 문서에는 다음커뮤니케이션(현 카카오)에서 GFDL 또는 CC-SA 라이선스로 배포한 글로벌 세계대백과사전의 내용을 기초로 작성된 글이 포함되어 있습니다.